# Castor de Pannonie
Pour les articles homonymes, voir Castor.
Castor de Pannonie (IVe siècle) est un martyr fêté le 8 novembre.